# Турина, Марко
Марко Турина (Marko Ivan Turina, M.D., Ph.D.; род. 23 января 1937, Загреб, Хорватия) — известный европейский кардиохирург. Оказывает большую информационную поддержку российской кардиохирургии путём организации образовательных курсов, съездов, лекций. Член-корреспондент Хорватской академии наук и искусств (1992).

## Биография
Окончил медицинский факультет в Загребе в 1961 г. Проходил резидентуру по хирургии во Флавиле и Цюрихе (Швейцария) в 1962—1965 гг.
С 1969 по 1976 стажировался и работал в Сан Диего (США), Бирмингеме (США), Цюрихе (Швейцария).
В 1976 стал заведующим отделения экспериментальной хирургии в Университетской клинике Цюриха, в 1977 стал профессором клинической и экспериментальной кардиохирургии, в 1982 — профессором сердечно-сосудистой хирургии (там же).
С 1985 возглавляет клинику сердечно-сосудистой хирургии Университетской клиники Цюриха, сменив на этой должности известного кардиохирурга Аке Сеннинга.
В 1996—1998 гг. был деканом медицинского факультета в Цюрихе.
- Главный редактор журнала «European Journal of Cardio-Thoracic Surgery» с 1993 г.
- Президент European Association for Cardio-Thoracic Surgery
- Главный редактор проекта «Multimedia Manual of Cardiothoracic Surgery».
- Главный редактор проекта «CTSNet» (CardioThoracicSurgeryNet).

## Труды
Operative Anatomy of the Heart by Marko Turina, Denis Berdajs, Gregor Zund (Editors). Springer Verlag, 2010.